# 阿尔巴门奇
阿尔巴门奇，旧称甘塔加罗，埃塞俄比亚西南部城镇，位于亚的斯亚贝巴以南约500公里，属南方民族、部落和人民州加莫地区，是加莫地区的行政中心。该市坐落在查莫湖北岸，地名在阿姆哈拉语中意为“40个泉水”。

## 历史
1960年代初，军官埃姆罗塞拉西·阿贝贝（Fitawrari Aemeroselasie Abebe）创立甘塔加罗（Ganta Garo），“甘塔加罗”一名在当地语言中意为人畜兴旺的土地。1965年前后，该市取代琴恰成为格穆戈法省的新省会。
1970年，挪威路德会的一个传教士在阿尔巴明奇定居，并建立了一个包含有商学院的传教站，后被埃塞俄比亚福音教会接管。1974年3月28日，正值埃塞俄比亚革命爆发之初，在阿尔巴门奇有四人在与警察的战斗中丧生。
1987年，格穆戈法省被拆分为北奧莫地區和南奧莫地區，阿尔巴门奇为北奧莫地區行政中心所在。
1992年5月6日，在总理塔米拉特·莱内的见证下，耗资1.93亿比尔的阿尔巴门奇纺织厂落成开业，该工厂生产涤纶混棉坯布。
2000年，北奧莫地區被撤销，分设为道罗地区、加莫戈法地区（加莫地区）和沃拉伊塔地区等， 阿尔巴门奇为加莫地区行政中心所在地。

## 区划
阿尔巴门奇可分为舍察（Shecha）和斯克拉（Sikela）两部分。

## 友好城市
2017年5月16日，埃塞俄比亚总理海尔马里亚姆访问中国山东省济南市，在得知济南是一座著名的泉城后，提议推动济南市与阿尔巴门奇等湖水、泉水资源丰富的湖畔城市开展友城交流。2017年9月，在中国驻埃塞俄比亚大使馆以及埃塞俄比亚驻华大使馆的支持下，阿尔巴门奇市市长、副市长访问济南，参加第二届国际泉水文化景观城市联盟会议，并签署《济南市与阿尔巴门奇市建立友好合作关系意向书》。2018年9月，阿尔巴门奇市市长再次率团访问济南，参加第三届国际泉水文化景观城市联盟会议。2018年9月6日，阿尔巴门奇市与济南市正式结为友好城市。